# Eriesthis vestita
Eriesthis vestita är en skalbaggsart som beskrevs av Hermann Burmeister 1844. Eriesthis vestita ingår i släktet Eriesthis och familjen Melolonthidae. Inga underarter finns listade i Catalogue of Life.